# جيك هايد
جيك هايد (1 يوليو 1990 في المملكة المتحدة - ) (بالإنجليزية: Jake Hyde)‏ هو لاعب كرة قدم بريطاني في مركز الهجوم. شارك مع منتخب إنجلترا لكرة القدم C ‏. أما مع النوادي، فقد لعب مع دونفرملين أثلتيك وسويندون تاون ونادي بارنت ونادي دندي ونادي يورك سيتي وهايز وييدينغ يونايتد ‏ ونادي ويموث وLochee United F.C. ‏.

## وصلات خارجية
- جيك هايد على موقع قاعدة بيانات كرة القدم.إي يو (الإنجليزية)
- جيك هايد على موقع Soccerbase.com (لاعب) (الإنجليزية)
- جيك هايد على موقع Soccerway.com (الإنجليزية)